# Uwe Siefert
Uwe Siefert (* 25. Oktober 1958 in Bremerhaven) ist ein deutscher Politiker (CDU, AFB) und er war Mitglied der Bremischen Bürgerschaft.

## Biografie
Siefert besuchte das Gymnasium Huckelriede. Er war als kaufmännischer Angestellter in Bremen, 2000 in Delmenhorst und dann wieder selbstständig in Bremen tätig.
Er wurde Mitglied der Jungen Union, wo er im Landesvorstand vertreten war. 1978 trat er in die CDU ein und war später im CDU-Ortsverband Bremen-Mitte im Vorstand, ab 1988 als stellv. Vorsitzender und in den 1990er Jahren als Vorsitzender aktiv sowie im CDU-Kreisvorstand von Bremen-Stadt als stellv. Vorsitzender. Zudem war er um 1998 Schatzmeister beim Landesverband Christlich-Demokratische Arbeitnehmerschaft (CDA).
Er war nach 1985 bis um 1995 Mitglied im Stadtteilbeirat Bremen-Mitte.
Er war von 1995 bis 1999 Mitglied der 14. Bremischen Bürgerschaft und dort Mitglied verschiedener Deputationen u. a. für Arbeit.
 Er war arbeitspolitischer Sprecher seiner Fraktion. In der Bürgerschaft bewertete er „Arbeitsbeschaffungsmaßnahmen (ABM) als Aufbewahrungsprojekte“. Für die 15. Bürgerschaftswahl wurde er nur auf einem nicht aussichtsreichen Listenplatz gesetzt. Er verließ deshalb die CDU und schloss sich in der Bürgerschaft der Arbeit für Bremen (AFB)-Fraktion an. Für die AFB kandidierte er erfolglos auf Listenplatz 6; die Wählergemeinschaft war mit 2,4 % aber nicht mehr in der 15. Bürgerschaft vertreten.